# Champ d´Asile

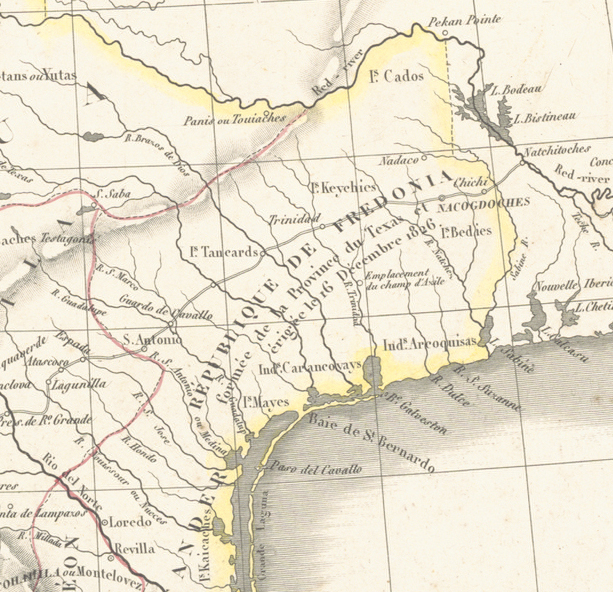
Champ d'Asile representado en un mapa de la República de Fredonia, 1835

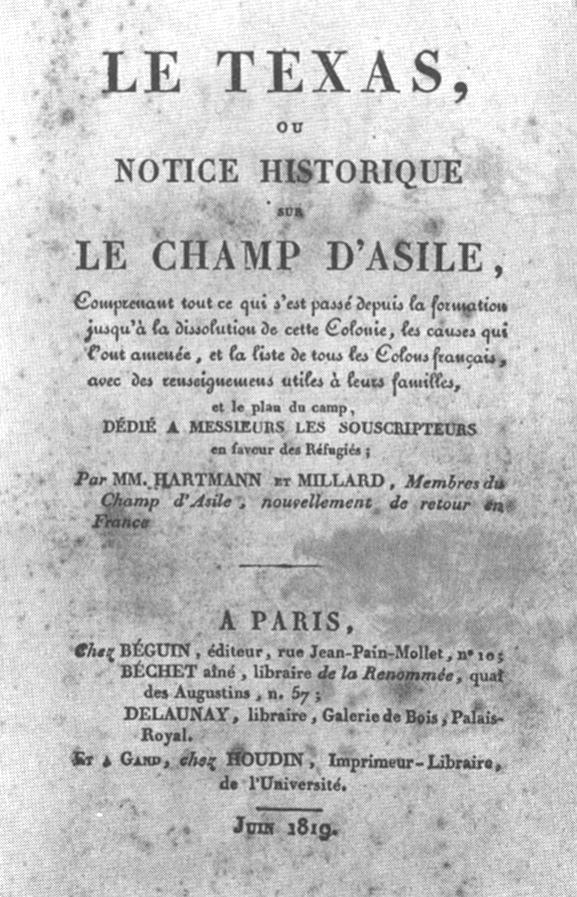
Portada de una historia del Campo de Asile, escrita poco después de su abandono (ver enlaces externos)

Champ d'Asile (Campo de Asilo en español) fue una efímera población situada en el condado de Liberty en Texas en EE. UU.

## Historia
Fue establecida en marzo de 1818, época de la Texas española, por veinte veteranos bonapartistas franceses de las guerras napoleónicas procedentes de la colonia Vine and Olive en el Territorio de Alabama (actual condado de Marengo, Alabama). La colonia francesa Vine and Olive estaba encabezada por el general Charles Lallemand quien había sido un militar de alta graduación cercano a propio Bonaparte. Ésta había sido concedida a los exmilitares de la Grande Armee el 3 de marzo de 1817, después de una votación del Congreso de los Estados Unidos .
Ante la imposibilidad de desarrollar el cultivo de olivos o vides en las tierras de Alabama, la mayoría abandonó Vine and Olive. Aprovechando la inestabilidad política que precedió al Tratado de Adams Onís (1819) que definiría las fronteras entre EE. UU. y España, veinte franceses intentaron establecerse en Atascosito a orillas del río Trinity en el territorio de la Texas española bajo el pretexto de fundar una población agrícola. Ante las noticias de la presencia de más de cien exmilitares franceses, la construcción de dos fuertes, la sospecha de que realizaban contrabando de armas y municiones y su relación con el mercenario Jean Lafitte, el gobernador Antonio María Martínez situó una guarnición en San Marcos. Los franceses abandonaron Champ d'Asile con destino a Galveston de en julio de 1818. La falta de respaldo de los EE. UU., un huracán y una orden de expulsión de España supuso que Lafitte les evacuara finalmente a Nueva Orleans (EE. UU.) desde donde el mito de Champ d'Asile dio lugar canciones y relatos épicos como Adventures of a French Captain, at Present a Planter in Texas, Formerly a Refugee of Camp Asylum (1878). 